# Vallecrosia
Vallecrosia is een gemeente in de Italiaanse provincie Imperia (regio Ligurië) en telt 7264 inwoners (31-12-2004). De oppervlakte bedraagt 3,6 km², de bevolkingsdichtheid is 2386 inwoners per km².

## Demografie
Vallecrosia telt ongeveer 3187 huishoudens. Het aantal inwoners daalde in de periode 1991-2001 met 3,8% volgens cijfers uit de tienjaarlijkse volkstellingen van ISTAT.
| Jaar | Inwoneraantal |
| ---- | ------------- |
| 1991 | 7464          |
| 2001 | 7182          |

## Geografie
De gemeente ligt op ongeveer 0 m boven zeeniveau.
Vallecrosia grenst aan de volgende gemeenten: Bordighera, Camporosso, San Biagio della Cima, Vallebona.